# XTRM
XTRM (abreviado de Extreme) es un canal de televisión por suscripción español, actualmente producido por AMC Networks International Southern Europe. El canal está destinado a emitir cine de acción y terror.

## Historia
El 8 de abril de 1999 XTRM, originalmente con el nombre Showtime Extreme, inició sus emisiones en la plataforma Vía Digital. Inicialmente era una joint-venture entre Viacom y Mediapark.
La fusión de Vía Digital y Canal Satélite Digital y la creación de Digital+ como resultado no afecta al canal, ya que se encuentra aún emitiendo en el satélite Hispasat hasta septiembre de 2004, cuando Digital+ lo elimina de su dial como otros antiguos canales de Vía Digital que estuvieron temporalmente en Digital+. Sin embargo, el canal aún está disponible en plataformas de cable españolas como Auna y Ono. Cuando esto se produjo, el canal ya no estaba parcialmente controlado por Viacom ya que Mediapark, el otro propietario, había adquirido totalmente el canal.
Ono (actualmente Vodafone TV), que ya tenía el 49% de Teuve (en ese entonces, llamada Factoría de Canales, y antiguamente, Mediapark) consigue el 51% restante adueñándose totalmente de la empresa. En noviembre de ese mismo año, Showtime Extreme desaparece dejando lugar a XTRM, un nuevo canal con contenidos similares a su antecesor.
El 26 de junio de 2013 el canal renovó íntegramente toda su imagen corporativa y paso sus emisiones al formato panorámico (16:9) en su versión SD. Además hizo un cambio radical en su web.
El 27 de junio de 2013, el canal lanzó su versión en alta definición XTRM HD que se incorporó y estreno en el operador de cable autonómico Euskaltel.
El 2 de julio de 2013 XTRM HD se incorporó al dial 19 del servicio TiVo del operador de cable ONO (actualmente Vodafone TV).
El 8 de julio de 2013 el canal XTRM HD se incorporó al dial 94 del operador de cable Telecable.
A finales de julio de 2015 el operador Movistar+ decidió eliminar el canal de su oferta de programación, en favor de su propio canal Canal+ Acción.
El 27 de marzo de 2020 el canal fue añadido al dial 20 de la plataforma Orange TV.
El 14 de octubre de 2021, el canal volvió a incorporarse a Movistar+ en el dial 103, seis años después de su retirada de la plataforma.
El 31 de diciembre de 2024 a las 23:15 el canal se fue de Movistar Plus+ con 13 canales de AMC, siendo reemplazado por BBC Drama.